# Chľaba
Chľaba (maghiară Helemba, germană Hellenbach) este o comună situată în partea de sud-vest a Slovaciei, în Regiunea Nitra, pe malul drept al Ipelului, nu departe de granița cu Ungaria. Aici se află mai multe pivnițe săpate într-un perete de stâncă. Inițial cu scop de refugiu, pivnițele au valoare de monument cultural național.

## Demografie
| An:                | 1994 | 2004   | 2014   | 2024   |
| ------------------ | ---- | ------ | ------ | ------ |
| Număr de persoane: | 718  | 714    | 712    | 686    |
| Diferență:         |      | −0,55% | −0,28% | −3,65% |

| An:                | 2023 | 2024   |
| ------------------ | ---- | ------ |
| Număr de persoane: | 690  | 686    |
| Diferență:         |      | −0,57% |